# Catherine Lévy
Pour les articles homonymes, voir Lévy.
Catherine Lévy, née le 1er mars 1942 à Casablanca et morte le 3 décembre 2024 à Clichy est une sociologue française, chercheuse au CNRS.

## Biographie

### Jeunesse et formation
Elle soutient en 1968 une thèse de doctorat à l'École des hautes études en sciences sociales, intitulée Étude sur l'autogestion agricole en Algérie, 1962-1965. En 1975, elle épouse Ilan Halevi, un proche de Yasser Arafat, qui deviendra dans les années 1990 membre du Conseil révolutionnaire du Fatah, et vice-ministre des Affaires étrangères de l’Autorité nationale palestinienne.
En 1997, sa thèse Enquêtes sur le travail et les travailleurs en France et ailleurs : 1963-1997, sous la direction de Christian Baudelot, lui permet d'obtenir une habilitation à diriger des recherches.

### Carrière universitaire
Elle enseigne en Algérie de 1962 à 1965. Elle en est expulsée en 1976.
Elle mène ensuite une carrière d'enseignante-chercheuse. Son travail porte sur les conditions de travail et les luttes des ouvriers.

### Dernières années
Catherine Lévy meurt à Clichy le 3 décembre 2024 à l’âge de 82 ans; elle est enterrée au cimetière du Père-Lachaise le 7 décembre 2024.

## Publications
- L'État entrepreneur : le cas de la régie Renault : une enquête sur les fonctions sociales du secteur public industriel en France, avec Pierre Naville, Jean-Pierre Bardou, Philippe Brachet, Paris, éditions Anthropos, 1971 [présentation en ligne]
- Les Conditions de travail des égoutiers parisiens et la grève d'automne 1977, Paris, CNAM , [1978 ?]
- Montefibre Saint-Nabord, avec Nicole Mercier, Laboratoire de sociologie du travail du CNAM], 1980
- Une multinationale contre ses travailleurs : La Montedison sur la ligne bleue des Vosges : 1977-1982,avec Nicole Mercier, publié par le Laboratoire de sociologie du travail et des relations professionnelles du Conservatoire national des arts et métiers, Paris, F. Maspero , 1982
- « Mobilisation collective et productivité économique : le cas des « cercles de qualité » dans la sidérurgie », avec Guy Groux, dans Revue française de sociologie, vol. 26, no 1, p. 70-95, 1985 [lire en ligne]
- La Possession ouvrière : du taudis à la propriété (XIXe – XXe siècle), avec Guy Groux, Paris, les Éd. de l'Atelier-les Éd. ouvrières , 1993 [présentation en ligne] [présentation en ligne] [présentation en ligne]
- Vivre au minimum : enquête dans l'Europe de la précarité, Paris, La Dispute, 2003 [présentation en ligne] [7]
- Militantisme et histoire, avec Alain Boscus, Toulouse, Presses universitaires du Midi , 2020